# Bernd Wünnemann
Bernd Wünnemann (* 6. Juli 1951) ist ein deutscher Geograph. Er arbeitet an der Freien Universität in Berlin am Institut für Geographische Wissenschaften. 1990 wurde er an der naturwissenschaftlichen Fakultät der Freien Universität Berlin promoviert.

## Leben
Nach dem Besuch des Alexander-von-Humboldt-Gymnasiums in Hamburg-Wilstorf von 1963 bis 1970 leistete Wünnemann von 1970 bis 1974 seinen Wehrdienst bei der Bundeswehr in Stade ab. Anschließend besuchte er von 1975 bis 1977 das Wirtschaftsgymnasium Harburg und machte dort 1977 sein Abitur.
Von 1978 bis 1986 absolvierte er an der Universität Hamburg und an der Freien Universität Berlin ein Lehramtsstudium in den Fächern Deutsch, Philosophie, Geographie und Geologie und schloss es 1986 mit dem 1. Staatsexamen ab. 1990 wurde er an der FU in Berlin promoviert und habilitierte sich dort im Jahr 2000. Danach arbeitete er dort im Interdisziplinären Zentrum Ökosystemdynamik in Zentralasien. 2006 wurde er zum außerplanmäßigen Professor ernannt. Seitdem ist er wissenschaftlicher Mitarbeiter am Institut für Geographische Wissenschaften.
Außerdem hat Wünnemann seit 2002 eine Gastprofessur an der Universität Lanzhou (Volksrepublik China) inne. Seit 2005 ist er Geschäftsführer der Terra4 Gesellschaft für Geosystemanalyse mbH in Blankenfelde.

## Werke (Auswahl)
- Die weichselzeitliche Entstehung der Langseerinne (Angeln) in Schleswig-Holstein. Freie Universität, Berlin 1990 (Dissertation)
- (Beitrag zu): Michael Walther und Michael Grossmann: Das Schönhagener „Head“-Kliff an der Ostküste Schwansens (Schleswig-Holstein). Eisstauchungsverfältelungen in einer Nahtzone zweiseitiger Moränengabeln zwischen Schwansener und Aussenschlei-Eisloben sowie das aktuelle Formungsgeschehen. Institut für Geographische Wissenschaften, Berlin 1991 (Geographica - Oekologica; H. 4); ISBN 3-928443-01-1
- Ergebnisse zur jungpleistozänen Entwicklung der Langseerinne Südangelns in Schleswig-Holstein. Institut für Geographische Wissenschaften der Freien Universität Berlin, Berlin 1993 (Berliner geographische Abhandlungen, Heft 55); ISBN 3-88009-056-4
- zahlreiche Beiträge in Fachzeitschriften und Sammelbänden (1994 ff.)